# Киреево (Болгария)
Киреево (болг. Киреево) — село в Болгарии. Находится в Видинской области, входит в общину Макреш. Население составляет 243 человека. Основано в 1880 году.
Село названо в честь штабс-ротмистра Киреева, российского офицера, героя Сербско-турецкой войны (1876—1877), погибшего  6 июля 1876 года под Раковица юго-западнее города Видин, Болгария

## Политическая ситуация
В местном кметстве Киреево, в состав которого входит Киреево, должность кмета (старосты) исполняет Герго Митов Гергов (коалиция в составе 2 партий: Болгарская социалистическая партия (БСП) И ПАРТИЯ ЗЕМЕДЕЛСКИ НАРОДЕН СЪЮЗ,ЗЕМЕДЕЛСКИ НАРОДЕН СЪЮЗ) по результатам выборов правления кметства.
Кмет (мэр) общины Макреш — Иван Каменов Вылчев (коалиция в составе 2 партий: Земледельческий народный союз (ЗНС), Болгарская социалистическая партия (БСП)) по результатам выборов в правление общины.